# Jakob Zadravec
Jakob Zadravec, slovenski mlinar, gospodarstvenik in publicist, * 22. julij 1873, Središče ob Dravi, † 4. junij 1959, Središče ob Dravi.

## Življenje in delo
Zadravec je po končani ljudski šoli v rojstnem kraju in nižji realki v Mariboru (1886-1890) tu opravil zimski tečaj na vinarski in sadjarski šoli. Njegov oče je leta 1892 zgradil prvi  valjčni parni mlin v Pomurju ter v Središču ob Dravi ustanovil podjetje.
Zadravec se je posvetil mlinarstvu, bil na strokovnem izpopolnjevanju v mestnem mlinu v Gradcu, kasneje pa v lastni delavnici izdeloval sestavne in nadomestne dele za valjčne mline. Bil je organizator slovenskega obrtništva, občinski svetovalec, član gospodarskih odborov okraja Ptuj, častni član in predsednik Združenja obrtnikov 
dravske banovine.
Pisal je članke o mlinarstvu, obrtništvu in kmetijstvu in jih objavljal v raznih listih, ki so izhajali pred drugo svetovno vojno. 